# Élections fédérales canadiennes de 2011 au Manitoba
Les élections fédérales canadiennes de 2011 au Manitoba ont vu le Parti conservateur remporter 11 sièges, le NPD 2 et le Parti libéral un.

## Résultats provinciaux
| Parti | Parti        | Parti  |     |
| ----- | ------------ | ------ | --- |
|       | Conservateur | Sièges | 11  |
| Voix  | Conservateur | 53,5   |     |
|       | NPD          | Sièges | 2   |
| Voix  | NPD          | 25,8   |     |
|       | Libéral      | Sièges | 1   |
| Voix  | Libéral      | 16,6   |     |
|       | Vert         | Sièges | 0   |
| Voix  | Vert         | 3,6    |     |
|       | Indépendants | Voix   | 0,1 |
| Total | Total        | Total  | 14  |

## Résultats par circonscription

### Manitoba rural
| Circonscription               | Candidats | Candidats               | Candidats | Candidats             | Candidats | Candidats            | Candidats | Candidats             | Candidats | Candidats                                   |  | Député sortant   |
| Circonscription               |           | Conservateur            |           | Libéral               |           | NPD                  |           | Vert                  |           | Autre                                       |  | Député sortant   |
| ----------------------------- | --------- | ----------------------- | --------- | --------------------- | --------- | -------------------- | --------- | --------------------- | --------- | ------------------------------------------- |  | ---------------- |
| Brandon—Souris                |           | Merv Tweed 22 386       |           | Wes Penner 1 882      |           | John Bouché 8 845    |           | Dave Barnes 2 012     |           |                                             |  | Merv Tweed       |
| Churchill                     |           | Wally Daudrich 5 256    |           | Sydney Garrioch 4 087 |           | Niki Ashton 10 262   |           | Alberteen Spence 471  |           |                                             |  | Niki Ashton      |
| Dauphin—Swan River— Marquette |           | Robert Sopuck 18 543    |           | Wendy Menzies 1 947   |           | Cheryl Osborne 7 657 |           | Kate Storey 1 243     |           |                                             |  | Robert Sopuck    |
| Portage—Lisgar                |           | Candice Hoeppner 26 899 |           | M.J. Willard 2 221    |           | Mohamed Alli 3 478   |           | Matthew Friesen 1 996 |           | Jerome Dondo (PHC) 805                      |  | Candice Hoeppner |
| Provencher                    |           | Vic Toews 27 820        |           | Terry Hayward 2 645   |           | Al Mackling 7 051    |           | Janine Gibson 1 164   |           | Ric Lim (Pirate) 215 David Reimer (PHC) 510 |  | Vic Toews        |
| Selkirk—Interlake             |           | James Bezan 26 848      |           | Duncan Geisler 1 980  |           | Sean Palsson 10 933  |           | Don Winstone 1 423    |           |                                             |  | James Bezan      |

### Winnipeg
| Circonscription                   | Candidats | Candidats              | Candidats | Candidats             | Candidats | Candidats              | Candidats | Candidats                 | Candidats | Candidats                                             |  | Député sortant  |
| Circonscription                   |           | Conservateur           |           | Libéral               |           | NPD                    |           | Vert                      |           | Autre                                                 |  | Député sortant  |
| --------------------------------- | --------- | ---------------------- | --------- | --------------------- | --------- | ---------------------- | --------- | ------------------------- | --------- | ----------------------------------------------------- |  | --------------- |
| Charleswood—St. James— Assiniboia |           | Steven Fletcher 23 264 |           | Rob Clement 7 433     |           | Tom Paulley 8 134      |           | Denali Enns 1 587         |           |                                                       |  | Steven Fletcher |
| Elmwood—Transcona                 |           | Lawrence Toet 15 298   |           | Ilona Niemczyk 1 660  |           | Jim Maloway 14 998     |           | Ellen Young 1 017         |           |                                                       |  | Jim Maloway     |
| Kildonan—St. Paul                 |           | Joy Smith 22 670       |           | Victor Andres 3 199   |           | Rachelle Devine 11 727 |           | Alon David Weinberg 1 020 |           | Eduard Hiebert (Ind.) 145 Brett Ryall (Ind.) 218      |  | Joy Smith       |
| Saint-Boniface                    |           | Shelly Glover 21 737   |           | Raymond Simard 13 314 |           | Patrice Miniely 6 935  |           | Marc Payette 1 245        |           |                                                       |  | Shelly Glover   |
| Winnipeg-Centre                   |           | Bev Pitura 7 173       |           | Allan Wise 2 872      |           | Pat Martin 13 928      |           | Jacqueline Romanow 1 830  |           | Darrell Rankin (Comm.) 152                            |  | Pat Martin      |
| Winnipeg-Nord                     |           | Ann Matejicka 6 701    |           | Kevin Lamoureux 9 097 |           | Rebecca Blaikie 9 053  |           | John Harvie 458           |           | Frank Komarniski (Comm.) 118                          |  | Kevin Lamoureux |
| Winnipeg-Sud                      |           | Rod Bruinooge 22 840   |           | Terry Duguid 14 296   |           | Dave Gaudreau 5 693    |           | Caitlyn McIntyre 889      |           |                                                       |  | Rod Bruinooge   |
| Winnipeg-Sud-Centre               |           | Joyce Bateman 15 506   |           | Anita Neville 14 784  |           | Dennis Lewycky 7 945   |           | Joshua McNeil 1 383       |           | Lyndon B. Froese (Ind.) 103 Matt Henderson (Ind.) 218 |  | Anita Neville   |